# Bad Holzhausen (stacja kolejowa)
Bad Holzhausen (niem.: Bahnhof Bad Holzhausen) – stacja kolejowa w Preußisch Oldendorf, w kraju związkowym Dolna Saksonia, w Niemczech, w dzielnicy Bad Holzhausen. Był to również koniec Wittlager Kreisbahn do czasu zaprzestania ruchu pasażerskiego w 1966 roku. Dziś na ich trasie odbywa się tylko ruch towarowy i muzealny. Do czasu zmiany rozkładu jazdy 15 grudnia 2019 roku stacja nosiła nazwę Holzhausen-Heddinghausen. Według klasyfikacji Deutsche Bahn stacja posiada kategorię 6.

## Linie kolejowe
- Linia Bassum – Herford
- Linia Holzhausen – Bohmte

## Historia
Po otwarciu linii kolejowej z Bünde do Rahden, dzień później, 1 października 1899 roku, uruchomiono przystanek Holzhausen-Heddinghausen. Rok później, 9 sierpnia, otwarto trasę Wittlager Kreisbahn z Holzhausen do Bohmte. W 1914 linia została przedłużona do momentu otwarcia kolejnego odcinka z Bohmte do Damme 1 lipca. Po zamknięciu ruchu pasażerskiego na odcinku od Schwegermoor do Damme w 1962, ruch pasażerski na odcinku od Schwegermoor do Holzhausen również został wstrzymany 24 września 1966 r. Ruch muzealny rozpoczął się 13 października 1973, a w 1977 został przejęty przez Kolej Muzealną Minden (MEM). Specjalne wycieczki odbywają się regularnie w miesiącach letnich.
Linia do Bohmte została gruntownie wyremontowana i zmodernizowana od 2015, również w celu późniejszej reaktywacji dla ruchu pasażerskiego.

## Położenie
Stacja znajduje się w centrum Bad Holzhausen, w pobliżu drogi . Znajduje się na linii kolejowej Bassum – Herford, znanej również jako „Ravensberger Bahn”, która jest obsługiwana tylko do Rahden. W Herford istnieje połączenie z linią kolejową Hamm – Minden. Przez stację kolejową przebiega również kilka linii autobusowych.

### Transport kolejowy
Stacja jest obsługiwana przez regionalną linię kolejową RB 71 Eurobahn. Stosowane są pojazdy spalinowe typu Talent.
| Linia | Trasa | Takt   | Operator |
| ----- | --- | ------ | -------- |
| RB71  | Ravensberger Bahn: Rahden – Espelkamp – Lübbecke (Westf) – Bad Holzhausen – Mesch Neue Mühle – Bieren-Rödinghausen – Bünde (Westf) – Kirchlengern – Hiddenhausen-Schweicheln – Herford – Brake (b Bielefeld) – Bielefeld Hbf | 60 min | Eurobahn |

### Transport autobusowy
Stacja jest obsługiwana przez dwie linie autobusowe Mindener Kreisbahnen, znane również jako „Mühlenkreisbus”.
| Linia | Trasa                                                                         |
| ----- | ----------------------------------------------------------------------------- |
| 626   | Lübbecke – Blasheim – Bad Holzhausen – Preußisch Oldendorf-Zentrum            |
| 629   | Preußisch Oldendorf-Zentrum – Bad Holzhausen – Blasheim – Alswede – Espelkamp |